# Westendstrasse 1
Westendstraße 1, alternativt Westend 1 eller Westend Tower, är en skyskrapa i centrala Frankfurt, Tyskland, i området Westend Süd.  Med sina 208 meter och 53 våningar är den Tysklands tredje högsta byggnad. Kronenhochhaus (tyska: "skyskrapa med krona"), som den ibland kallas, är säte för DZ Bank. Claes Oldenburgs och Coosje van Bruggens skulptur Inverted Collar and Tie utgör ett blickfång framför byggnadens ingång.
Denna byggnad finns i Europa Contemporary Tile Set hos SimCity 4 (På Rush Hour eller Deluxe Edition).

## Externa länkar

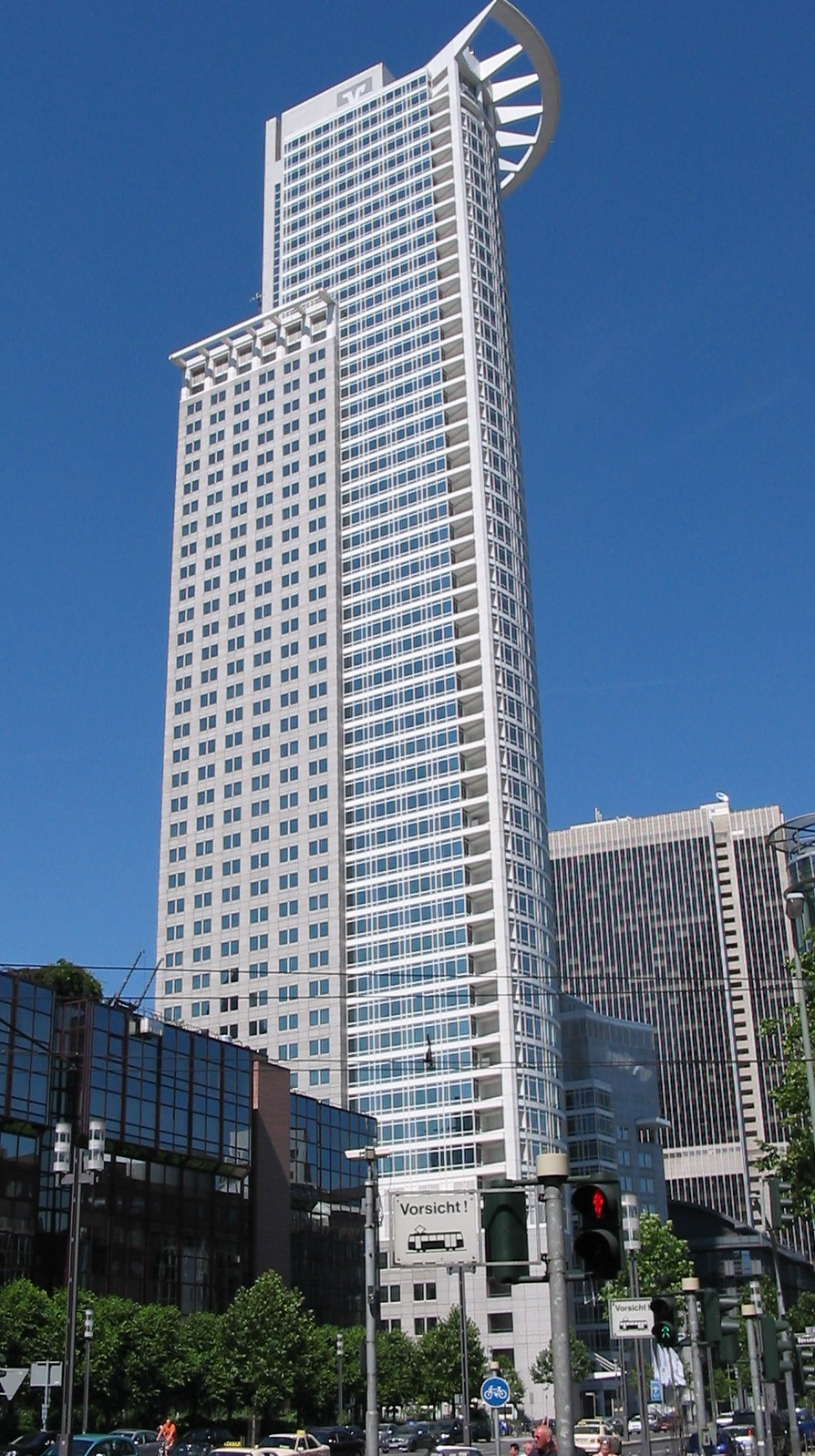
Westend Tower sett från gatan